# Chronocerastes otakauensis
Chronocerastes otakauensis is een mosdiertjessoort uit de familie van de Microporellidae. De wetenschappelijke naam van de soort werd, als Lepralia otakauensis, voor het eerst geldig gepubliceerd in 1952 door Brown.